# Buzura homoclera
Buzura homoclera là một loài bướm đêm trong họ Geometridae.